# Sympycnus crassitarsus
Sympycnus crassitarsus är en tvåvingeart som beskrevs av Octave Parent 1932. Sympycnus crassitarsus ingår i släktet Sympycnus och familjen styltflugor. Inga underarter finns listade i Catalogue of Life.